# Theo Prokop
Theodor „Theo“ Prokop (* 8. Juni 1892 in Wien; † 23. Juni 1972 in Österreich) war ein österreichischer Sänger, Theater- und Filmschauspieler sowie Bühnenregisseur.

## Leben und Wirken
Theodor Prokop erhielt eine Gesangsausbildung und begann seine berufliche Laufbahn 18-jährig als Zweiter Tenor im Chor von Wiens Carl-Theater. 1911 wechselte er in selbiger Position an die Wiener Volksoper. Nach dem Ersten Weltkrieg musste sich Prokop zunächst mit Verpflichtungen an kleine Spielstätten wie dem Stadttheater von Aussig zufriedengeben. In dem nunmehr tschechisch gewordenen, überwiegend deutschsprachigen Siedlungsgebiet des Landes blieb Prokop die Folgezeit, zu Beginn der 1930er Jahre ist er auch als Regisseur an den deutschsprachigen Stadttheatern von Troppau und Marienbad sowie am Kurtheater von Franzensbad, wo er auch als Oberspielleiter wirkte, nachzuweisen.
Zwischenzeitlich, ab 1925, war Prokop als Komiker an das Hamburger Carl-Schultze-Theater geholt worden; hier wurde vor allem sein Auftritt in der Operette Der Vagabund gelobt. Ein weiteres Mal als Komiker konnte er sich 1927 in der Revue-Operette Journal der Liebe der Herren Karl Farkas und Fritz Grünbaum beweisen. Wieder nach Wien zurückkehrt, trat Theo Prokop seit dem Zweiten Weltkrieg auch regelmäßig vor die Kamera. Er deckte im Film die gesamte Palette von Chargen ab; so sah man ihn beispielsweise als Kripobeamter wie als Heurigenwirt, als Bauer wie als Schmied, als Geselle wie als Wirt. Theodor Prokop starb gut zwei Wochen nach Vollendung seines 80. Geburtstags.

## Filmografie
In Kinofilmen, wenn nichts anders angegeben
- 1928: Die lustigen Vagabunden
- 1943: Reisebekanntschaft
- 1944: Schrammeln
- 1944/49: Wie ein Dieb in der Nacht
- 1949: Zweimal verliebt (Liebe Freundin)
- 1950: Das vierte Gebot
- 1951: Schwindel im Dreivierteltakt
- 1952: Abenteuer im Schloß
- 1952: Nicht die Zeit für Blumen (No Time for Flowers)
- 1957: Lachendes Wien
- 1958: Der Talisman (Fernsehfilm)
- 1959: Gitarren klingen leise durch die Nacht
- 1961: Höllenangst (Fernsehfilm)
- 1961: Der Färber und sein Zwillingsbruder (Fernsehfilm)
- 1962: Die verhängnisvolle Faschingsnacht (Fernsehfilm)
- 1965: Lumpazivagabundus